# Équipe du Japon masculine de basket-ball
Cet article traite de l'équipe masculine. Pour l'équipe féminine, voir Équipe du Japon féminine de basket-ball.
Maillots
L'équipe du Japon masculine de basket-ball est la sélection des meilleurs joueurs japonais de basket-ball. Elle est placée sous l'égide de la Fédération du Japon de basket-ball. Cette formation est qualifiée d'office pour la phase finale du Championnat du monde de basket-ball 2006 au Japon.

## Histoire

### Les débuts (1917-1936)
L'équipe nationale japonaise a participé à son premier tournoi international lors des 3e Jeux d'Extrême-Orient, organisés à Tokyo en 1917, où le Japon était représenté par l'équipe du YMCA de Kyoto. Plus tard, l'équipe a été membre fondateur de la compétition olympique de basket-ball de Berlin en 1936.

### Championnat du monde a domicile
Le Japon dispute le championnat du monde de basket-ball 2006 en tant que pays organisateur. Disputé du 19 août au 3 septembre 2006, le mondial voit la victoire de l'Espagne.
Le Japon dispute le premier tour au sein du groupe B, composé du Panama, de la Nouvelle-Zélande, l'Allemagne, l'Angola et l'Espagne. Les Japonais jouent alors leur premier match contre l'Allemagne et perd 81 à 70. Lors son deuxième match, le Japon affronte l'Angola et subit une seconde défaite 87 à 62. Le Japon obtient une victoire contre Panama 78 à 61 avec 25 points de Yuta Tabuse, le meneur de l'équipe japonaise. Celle-ci perd son quatrième match contre la Nouvelle-Zélande 60 à 57. Pour sa dernière rencontre, le Japon ne peut absolument rien faire contre l'équipe espagnole menée par le pivot Pau Gasol qui marque 31 points et qui fait gagner l'Espagne 104 à 55. Le Japon ne passa pas le premier tour.

## Résultats

### Palmarès
| Compétitions mondiales                             | Compétitions continentales |
| -------------------------------------------------- | --- |
| - Jeux olympiques - Néant - Coupe du monde - Néant | - Coupe d'Asie (2) - Vainqueur en 1965, 1971 - Finaliste en 1969, 1975, 1979, 1983 et 1997 - Troisième en 1960, 1967, 1977, 1981, 1987, 1991 et 1995 - Jeux asiatiques - Finaliste en 1951 et 1962 - Troisième en 1954, 1958, 1970, 1982, 1994 et 2014 - Jeux asiatiques de l'Est - Troisième en 2001 et 2009 |

### Parcours en compétitions internationales

#### Jeux olympiques
| Année | Position      |      | Année         | Position     |               | Année | Position |
| 1936  | 9e            | 1976 | 11e           | 2008         | Non qualifiée |       |          |
| 1948  | Non qualifiée | 1980 | Non qualifiée | 2012         | Non qualifiée |       |          |
| 1952  | Non qualifiée | 1984 | Non qualifiée | 2016         | Non qualifiée |       |          |
| 1956  | 10e           | 1988 | Non qualifiée | 2020         | 12e           |       |          |
| 1960  | 15e           | 1992 | Non qualifiée | 2024         | Non qualifiée |       |          |
| 1964  | 10e           | 1996 | Non qualifiée | 2028         | -             |       |          |
| 1968  | Non qualifiée | 2000 | Non qualifiée | 2032         | -             |       |          |
| 1972  | 14e           | 2004 | Non qualifiée | Pays inconnu | -             |       |          |

#### Coupe du monde
| Année | Position      |      | Année         | Position |               | Année | Position |
| 1950  | Non qualifiée | 1978 | Non qualifiée | 2006     | 20e           |       |          |
| 1954  | Non qualifiée | 1982 | Non qualifiée | 2010     | Non qualifiée |       |          |
| 1959  | Non qualifiée | 1986 | Non qualifiée | 2014     | Non qualifiée |       |          |
| 1963  | 13e           | 1990 | Non qualifiée | 2019     | 31e           |       |          |
| 1967  | 11e           | 1994 | Non qualifiée | 2023     | 19e           |       |          |
| 1970  | Non qualifiée | 1998 | 14e           | 2027     | -             |       |          |
| 1974  | Non qualifiée | 2002 | Non qualifiée | 2031     | -             |       |          |

#### Coupe d'Asie
| Année | Position      |      | Année     | Position     |     | Année | Position |
| 1960  | Troisième     | 1983 | Finaliste | 2005         | 5e  |       |          |
| 1963  | Non qualifiée | 1985 | 5e        | 2007         | 8e  |       |          |
| 1965  | Vainqueur     | 1987 | Troisième | 2009         | 10e |       |          |
| 1967  | Troisième     | 1989 | 4e        | 2011         | 7e  |       |          |
| 1969  | Finaliste     | 1991 | Troisième | 2013         | 9e  |       |          |
| 1971  | Vainqueur     | 1993 | 7e        | 2015         | 4e  |       |          |
| 1973  | 4e            | 1995 | Troisième | 2017         | 9e  |       |          |
| 1975  | Finaliste     | 1997 | Finaliste | 2022         | 7e  |       |          |
| 1977  | Troisième     | 1999 | 5e        | 2025         | 9e  |       |          |
| 1979  | Finaliste     | 2001 | 6e        | 2029         | -   |       |          |
| 1981  | Troisième     | 2003 | 6e        | Pays inconnu | -   |       |          |

## Équipe actuelle
Effectif lors de la Coupe du monde de la FIBA 2023.
| Numéro | Joueur            | Poste | Naissance        | Taille | Club 2018-2019          |
| ------ | ----------------- | ----- | ---------------- | ------ | ----------------------- |
| 2      | Yuki Togashi      | 1     | 30 juillet 1993  | 1,68 m | Chiba Jets Funabashi    |
| 6      | Makoto Hiejima    | 2     | 11 août 1990     | 1,91 m | Utsunomiya Brex         |
| 8      | Rui Hachimura     | 4     | 8 février 1998   | 2,03 m | Lakers de Los Angeles   |
| 9      | Leo Vendrame      | 1     | 14 novembre 1993 | 1,83 m | Sun Rockers Shibuya     |
| 12     | Yuta Watanabe     | 3     | 13 octobre 1994  | 2,03 m | Suns de Phoenix         |
| 14     | Kosuke Kanamaru   | 2     | 8 mars 1989      | 1,93 m | San-en NeoPhoenix       |
| 18     | Yudai Baba        | 2     | 7 novembre 1995  | 1,96 m | Legends du Texas        |
| 23     | Gavin Edwards     | 4     | 15 janvier 1988  | 2,06 m | Chiba Jets Funabashi    |
| 24     | Daiki Tanaka      | 2     | 3 septembre 1991 | 1,93 m | Sun Rockers Shibuya     |
| 32     | Avi Schafer       | 5     | 28 janvier 1998  | 2,06 m | SeaHorses Mikawa        |
| 34     | Hugh Watanabe     | 4     | 23 décembre 1998 | 2,07 m | Ryukyu Golden Kings     |
| 88     | Tenketsu Harimoto | 4     | 8 janvier 1992   | 1,98 m | Nagoya Diamond Dolphins |

## Joueurs marquants
- Yuta Tabuse
- Joji Takeuchi
- Kei Igarashi